# Бурксер, Евгений Самойлович
Евгений Самойлович (Самуилович) Бурксер (22 июля 1887, Одесса — 25 июня 1965, Киев) — украинский советский геохимик, химик-неорганик, радиолог. Доктор химических наук (1943), профессор (1937), член-корреспондент АН УССР (1925), премия Народного комиссариата просвещения Украины (Наркомпрос), премия им. Ф. Э. Дзержинского.

## Биография
Родился 22 июля 1887 года в Одессе в семье зубного врача, медиума и гипнотизёра Самуила Бурксера. Отец его рано умер, и воспитанием сына занималась мать, которая окончила Миланскую академию искусств и работала преподавателем в одесских гимназиях. После окончания в 1904 г. Ришельевской гимназии Е. С. Бурксер поступил на отделение естественных наук физико-математического факультета Новороссийского университета (ныне — Одесский национальный университет им. И. И. Мечникова). Обучение пришлось прервать из-за участия в революционном движении 1905 г. В 1906 г. выехал за границу. Год провел в Париже, где посещал лекции в Сорбонском университете. Знакомство с М. Кюри-Склодовской и её работами по радиоактивности во многом определило сферу научных интересов будущего учёного.
В 1907-1908 гг. он снова обучался в Новороссийском университете (ныне — Одесский национальный университет им. И. И. Мечникова), изучал химию радиоактивных элементов. Под руководством профессора П. Г. Меликишвили (Меликова) он написал первую научную работу по гамма-излучению солей урана. Студент Е. С. Бурксер часто выступал с публичными лекциями по радиоактивности в Одессе, Кишинёве, Николаеве. В 1909 г. закончил физико-математический факультет с дипломом первой степени по специальности «Химия». На протяжении года продолжал работать над исследованиями радиоактивности калийных минералов под руководством профессора К. Д. Сидоренко.
Летом 1910 г. Е. С. Бурксер получил от Технического общества командировку во Францию, Бельгию и Германию, где ознакомился с радиологическим оборудованием и заказал его. При химическом отделе Одесского отделения Императорского Российского технического общества Е. С. Бурксер создал первую в России радиологическую лабораторию (1910), в которой развернулось всестороннее изучение воздуха, вод. грунтов, лиманного ила, горных пород. Молодой учёный изучал воздействие радиоактивного излучения на растения и животных, разрабатывал методику изъятия урана и полония из ферганской руды. Для оборудования лаборатории Е. С. Бурксер использовал и собственные деньги, полученные за работу в частных средних учебных заведениях. С момента организации этой лаборатории Е. С. Бурксер был её заведующим и единственным штатным сотрудником. С 1911 года лаборатория начала издавать сборник «Труды химической и радиологической лаборатории».
На протяжении 1911 года впервые была исследована радиоактивность одесских лиманов; с 1912 до 1918 год были организованы радиологические экспедиции для исследования радиоактивности минеральных вод, воздуха, лечебных грязей в Грузии, Абхазии, на Кубани, в Северном Крыму, Бессарабии, Украине, Архангельской губернии. Усилиями Е. С. Бурксера и его сотрудников в 1914 году была создана научно-исследовательская лаборатория в Иркутске для изучения радиоактивности природных объектов Иркутской губернии. В это же время он изучал физические и химические свойства урана, действие радиоэлементов на растения.
В 1919 году по распоряжению Совнаркома Е. С. Бурксер вошёл в состав Курортной коллегии и занялся организацией курортного лечения раненных красноармейцев. С 1920 года организовал гидрологическое и гидрогеологическое отделение Курортного управления и руководил ими, входил в состав Курортной комиссии. В этот период Е. С. Бурксер продолжал химические и радиологические исследования одесских лиманов, физических свойств лечебных грязей. После ликвидации Технического общества на базе лаборатории было организовано изготовление химических реактивов и некоторых медикаментов.
В 1921 году по инициативе Е. С. Бурксера на базе лаборатории создан Институт прикладной химии и радиологии. В 1924 году издал «Руководство к практическим занятиям по изучению радиоактивности». В 1925 году в Одессе прошло Первое общеукраинское радиологическое совещание, которое отметило работу института.
Научная деятельность Е. С. Бурксера продолжалась и дальше, когда Институт прикладной химии и радиологии был объединён с химическим отделением Одесского университета в высшее учебное заведение, первым директором и заведующим кафедрой неорганической химии был Е. С. Бурксер. В 1925 году он за выдающиеся научные достижения был избран членом-корреспондентом АН УССР. В 1926 году на базе Института прикладной химии создан Одесский химико-радиологический институт, директором которого был назначен Е. С. Бурксер.
Химико-технологические работы института позволили создать технологию добывания из отечественного сырья солей лития, рубидия, цезия, тория, лантаноидов. Разработана была также технология добывания агароида и йода из черноморской водоросли филлофоры. Большое значение имели исследования Е. С. Бурксера по изучению миграции солей в атмосфере, которые положили начало агрохимическим исследованиям в СССР.
В 1925 году Е. С. Бурксер был в командировке в Германии для ознакомления с последними достижениями в отрасли химии и радиологии. Это дало толчок работам по изучению рассеивания в природе радиоактивных элементов. В 1933—1937 годы Е. С. Бурксер читал специальный курс по радиоактивности, радиоэлементам, геохимии и неорганической химии в Одесском университете.
В 1932 году в связи с реорганизацией Химико-радиологического института в два самостоятельных Е. С. Бурксер перешёл в Институт редких элементов на должность заместителя директора по научной работе, с 1934 года после очередной реорганизации и создания нового химического научно-исследовательского института стал заведующим сектором редких элементов, после организации Государственного НИИ редкометаллической промышленности — заведующим сектором редких щелочных металлов.
В 1938 году Е. С. Бурксер переехал в Киев, где был назначен заведующим отделом геохимии Института геологических наук АН УССР, затем — директором института. Одновременно читал курс геохимии и радиоматерии в Киевском университете. В 1939 году избран главой Комитета по метеоритике АН УССР; на этой должности работал до конца жизни.
Во время Великой Отечественной войны, в эвакуации в Уфе, Е. С. Бурксер организовал изготовление химических препаратов для нужд оборонной промышленности. В 1943 году защитил докторскую диссертацию «Соляные водоёмы Черноморского побережья юга Украины». Эти исследования имели большое значение для использования соляных водоёмов Юга Украины для промышленности, бальнеологии и курортологии.
Умер Е. С. Бурксер 25 июня 1965 года в Киеве. Похоронен на Байковом кладбище (участок № 1).

## Научная деятельность
Е. С. Бурксер — исследователь широкого профиля.
В отрасли радиоактивности и химии редких элементов была разработана технология добывания солей лития из сподумена, солей рубидия и цезия из лепидолита. Радиологические исследования выявили на Украине сильно радиоактивные воды в Новоград-Волынском. Одновременно изучал состав природных газов Украины и Крыма. Работы по изучению гидрохимии соляных водоёмов, представленные в монографии «Солоні озера та лимани України», были премированы Наркомпросом Украины и премией им. Ф. Э. Дзержинского. Много внимания Е. С. Бурксер уделял работе по развитию курортного строительства, реорганизации грязевого хозяйства, по созданию искусственных торфяных лечебных грязей. В 1929 году была создана физико-химическая лаборатория при Украинском Институте курортологии и бальнеологии в Одессе, которой руководил Е. С. Бурксер.
Особенностью работ Е. С. Бурксера в отрасли неорганической химии является их тесная связь с геохимией. Прежде всего это цикл работ, посвящённых химии и технологии редких щелочных материалов. Под руководством Е. С. Бурксера были разработаны процессы получения солей лития, рубидия и цезия из лепидолита путём реакции в твёрдой фазе с последующим разделением с помощью комплексных соединений. Эти технологические процессы были осуществлены на полупроизводственной установке в Одессе. Одновременно организовано изготовление металлического рубидия и цезия. Е. С. Бурксером выполнены также исследования по выделению редких щелочных металлов из алюмосиликатов путём ионного обмена в твёрдой фазе. Цикл работ Е. С. Бурксера в этой отрасли посвящён и редкоземельным элементам. Под его руководством изучен процесс хлорирования минералов редкоземельных элементов и разработан метод их получения из ловчоррита. Осуществлено изъятие редкоземельных элементов и тория из ортита и монацита.
Наряду с исследованиями в отрасли геохимии и неорганической химии выполнены работы, посвящённые аналитической химии редких элементов (рубидия, цезия, бора, скандия, радиоактивных элементов и т. д.) и методам их определения в промышленных и природных объектах. На научные интересы Е. С. Бурксера повлияли его отношения с В. И. Вернадским, которые он установил ещё в 1914 году, советами которого он пользовался. Как учёного его интересовали вопросы геохимии метеоритов. В 1961 году он создал лабораторию абсолютного возраста в ядерной геологии.
Выдающийся учёный, человек большой эрудиции и высокой культуры, Е. С. Бурксер всю жизнь был пропагандистом научно-технических знаний. С момента образования Всесоюзного общества политических и научных знаний (1947) он был членом правления Украинского отделения. Он написал более 80 научно-популярных статей и брошюр, подготовил 15 кандидатов наук. Научные исследования обобщены в 7 монографиях, им опубликовано более 300 научных работ.

## Труды
- Радиоактивность одесской водопроводной воды / Е. С. Бурксер // Вестн. Бальнеологии. — 1911. — № 2. — С. 75-80.
- Исследование радиоактивности горных пород России / Е. С. Бурксер, С. Н. Зайцев, Э. А. Аризо, И. Ц. Ранев // Зап. Одес. отд. техн. о-ва. — 1912. — Т. 4 , № 1. — С. 87-89.
- К вопросу о выделении корпускул при химических реакциях / Е. С. Бурксер, С. М. Танатар // Журн. Рус. физ.-хим. о-ва Хим. ч. — 1913. — Т. 45, вып. 1. — С. 106.
- Действие радиоэлементов на растения : докл., прочит. на засед. Имп. о-ва с/х Юж. России / Е. С. Бурксер. — Одесса: «Славян.» тип. Н. Хрисогелоса, 1915. — 15 с.
- Химический анализ лечебной грязи / Е. С. Бурксер. — Одесса, 1926. — 16 с.
- Гидротехнические исследования Куяльницкого лимана во время впуска морской воды / Е. С. Бурксер. — Харьков : Науч. Мысль, 1927. — 29 с.
- Аэрохимические исследования на Украине / Е. С. Бурксер, В. В. Бурксер. — Киев, 1951. — 128 с.
- Как определять возраст горных пород и Земли / Е. С. Бурксер. — Киев : Изд-во АН УССР, 1954. — 32 с.
- Образование и разрушение химических элементов в Космосе / Е. С. Бурксер. — Киев : Изд-во АН УССР, 1956.
- Геохимическая обстановка в южных районах Украинской ССР и прогноз её изменения в результате орошения / Е. С. Бурксер. — Киев : Изд-во АН УССР, 1956.
- Геохімічні дослідження на Україні / Е. С. Бурксер // Нариси з історії техніки і природознавства. — 1963. — Вип. 3. — С. 91-114.